# AVCA All-America 2021-2030 (maschile, NCAA Division I)
Pallavolisti della NCAA Division I inseriti nelle due squadre dell'AVCA All-America Team per il periodo 2021-2030

## Elenco
| Grassetto | AVCA National Player of the Year |

| Stagione |                             |                             |                              |                              |
| Stagione | AVCA All-America First Team | AVCA All-America First Team | AVCA All-America Second Team | AVCA All-America Second Team |
| Stagione | Giocatore                   | Squadra                     | Giocatore                    | Squadra                      |
| -------- | --------------------------- | --------------------------- | ---------------------------- | ---------------------------- |
| 2021     | Ryan Coenen                 | Lewis                       | Cole Bogner                  | Penn State                   |
| 2021     | Randy DeWeese               | UC Santa Barbara            | Colton Cowell                | Hawaii                       |
| 2021     | Gabriel García              | Brigham Young               | Charles Fisher               | Penn State                   |
| 2021     | Davide Gardini              | Brigham Young               | Álvaro Gimeno                | NJIT                         |
| 2021     | Patrick Gasman              | Hawaii                      | Kevin Kauling                | Lewis                        |
| 2021     | Casey McGarry               | UC Santa Barbara            | Roy McFarland                | UC Santa Barbara             |
| 2021     | Tyler Mitchem               | Lewis                       | Keenan Sanders               | UC Santa Barbara             |
| 2021     | Radoslav Parapunov          | Hawaii                      | Spencer Wickens              | Pepperdine                   |
| 2021     | Wil Stanley                 | Brigham Young               | Brett Wildman                | Penn State                   |
| 2021     | Gage Worsley                | Hawaii                      | Austin Wilmot                | Pepperdine                   |
| 2022     | Mason Briggs                | CSU Long Beach              | Cole Bogner                  | Penn State                   |
| 2022     | Ethan Champlin              | UC Los Angeles              | Spyridōn Chakas              | Hawaii                       |
| 2022     | Davide Gardini              | Brigham Young               | Bryce Dvorak                 | Pepperdine                   |
| 2022     | Quinn Isaacson              | Ball State                  | Charles Fisher               | Penn State                   |
| 2022     | Kaleb Jenness               | Ball State                  | Simon Gallas                 | Southern California          |
| 2022     | Merrick McHenry             | UC Los Angeles              | Guy Genis                    | UC Los Angeles               |
| 2022     | Tyler Mitchem               | Lewis                       | Clarke Godbold               | CSU Long Beach               |
| 2022     | Aleksandăr Nikolov          | CSU Long Beach              | Christian Janke              | Grand Canyon                 |
| 2022     | Miles Partain               | Brigham Young               | Kevin Kobrine                | UC Los Angeles               |
| 2022     | William Rottman             | Stanford                    | Aggelos Mandīlarīs           | Ball State                   |
| 2022     | Jakob Thelle                | Hawaii                      | Kyle McCauley                | UC San Diego                 |
| 2022     | Brett Wildman               | Penn State                  | Guilherme Voss               | Hawaii                       |
| 2023     | Cole Bogner                 | Penn State                  | Spyridōn Chakas              | Hawaii                       |
| 2023     | Mason Briggs                | CSU Long Beach              | Charles Fisher               | Penn State                   |
| 2023     | Ethan Champlin              | UC Los Angeles              | Clarke Godbold               | CSU Long Beach               |
| 2023     | Ido David                   | UC Los Angeles              | Jackson Hickman              | Grand Canyon                 |
| 2023     | Tobenna Ezeonu              | Penn State                  | Jaylen Jasper                | Pepperdine                   |
| 2023     | Hilir Henno                 | UC Irvine                   | Alexander Knight             | UC Los Angeles               |
| 2023     | Merrick McHenry             | UC Los Angeles              | Spencer Olivier              | CSU Long Beach               |
| 2023     | Dīmītrīs Mouchlias          | Hawaii                      | William Rottman              | Stanford                     |
| 2023     | Jacob Pasteur               | Ohio State                  | Francesco Sani               | UC Irvine                    |
| 2023     | Andrew Rowan                | UC Los Angeles              | Sōtīrīs Siapanīs             | CSU Long Beach               |
| 2023     | Jakob Thelle                | Hawaii                      | Simon Torwie                 | CSU Long Beach               |
| 2023     | Guilherme Voss              | Hawaii                      | Parker Van Buren             | Loyola Chicago               |
| 2024     | Mason Briggs                | CSU Long Beach              | Tobenna Ezeonu               | Penn State                   |
| 2024     | Ethan Champlin              | UC Los Angeles              | Daniel Fabikovič             | Loyola Chicago               |
| 2024     | Camden Gianni               | Grand Canyon                | Jackson Hickman              | Grand Canyon                 |
| 2024     | Hilir Henno                 | UC Irvine                   | Kyle Hobus                   | CSU Northridge               |
| 2024     | John Kerr                   | Penn State                  | Aidan Knipe                  | CSU Long Beach               |
| 2024     | Merrick McHenry             | UC Los Angeles              | Ryan Merk                    | Penn State                   |
| 2024     | Andrew Rowan                | UC Los Angeles              | Tinaishe Ndavazocheva        | Ball State                   |
| 2024     | Sōtīrīs Siapanīs            | CSU Long Beach              | Jacob Pasteur                | Ohio State                   |
| 2024     | Nicholas Slight             | Grand Canyon                | Cole Power                   | UC Irvine                    |
| 2024     | Cameron Thorne              | Grand Canyon                | William Rottman              | Stanford                     |
| 2024     | Simon Torwie                | CSU Long Beach              | Brett Sheward                | UC Irvine                    |
| 2024     | Parker Van Buren            | Loyola Chicago              | Guilherme Voss               | Hawaii                       |
| 2025     | Ryan Barnett                | Pepperdine                  | Anthony Cherfan              | UC San Diego                 |
| 2025     | Hilir Henno                 | UC Irvine                   | Daniel Fabikovič             | Loyola Chicago               |
| 2025     | Dillon Klein                | Southern California         | Nathan Flayter               | McKendree                    |
| 2025     | Simeon Nikolov              | CSU Long Beach              | Nolan Flexen                 | UC Irvine                    |
| 2025     | Jalen Phillips              | CSU Northridge              | Cole Hartke                  | Pepperdine                   |
| 2025     | Cooper Robinson             | UC Los Angeles              | DiAeris McRaven              | CSU Long Beach               |
| 2025     | Tread Rosenthal             | Hawaii                      | Nicodemus Meyer              | Loyola Chicago               |
| 2025     | Adrien Roure                | Hawaii                      | Oğuzhan Oğuz                 | Lewis                        |
| 2025     | Andrew Rowan                | UC Los Angeles              | Zachary Rama                 | UC Los Angeles               |
| 2025     | Cameron Thorne              | UC Los Angeles              | Jacob Reilly                 | Pepperdine                   |
| 2025     | Parker Van Buren            | Loyola Chicago              | Kristijan Titrijski          | Hawaii                       |
| 2025     | Skyler Varga                | CSU Long Beach              | Parker Tomkinson             | Southern California          |